# Detroit Pistons
Die Detroit Pistons sind ein US-amerikanisches Basketballteam aus Detroit, Michigan, dass in der Profibasketballliga NBA, in der Eastern Conference spielt. Die Heimspiele trägt das Franchise seit der Saison 2017/18 in der Little Caesars Arena in Detroit aus. Im April 2011 wurden die Detroit Pistons vom US-amerikanischen Milliardär Tom Gores gekauft.

## Teamgeschichte

### Die Zollner Pistons (1941–1948)
Fred Zollner, der Besitzer der „Zollner Machine Works“, die Kolben für General Motors herstellte, gründete die Fort Wayne Zollner Pistons („Pistons“ englisch für Kolben) im Jahr 1941. Das Team trat der National Basketball League (NBL) bei, einer Liga, die hauptsächlich aus Teams bestand, die von Unternehmen aus dem mittleren Westen der USA gegründet und/oder gefördert wurden.
Von 1943 bis 1946 hatten die Fort Wayne Zollner Pistons das beste Sieg-Niederlage-Verhältnis der Liga und gewannen den Titel sowohl 1944 als auch 1945. Zwischen 1944 und 1946 gewannen die Pistons auch das World Professional Basketball Tournament dreimal in Folge.
Die restlichen zwei Jahre in der NBL konnten die Pistons die Playoffs erreichen, verloren beide Male gegen die Rochester Royals. Zur Saison 1948/49 wechselten die Pistons mit den Minneapolis Lakers, den Rochester Royals und den Indianapolis Jets von Maurice Podoloff veranlasst als Fort Wayne Pistons – da Namenssponsoring gegen die Regeln der BAA verstieß – in die Basketball Association of America (BAA).

### Von der NBL zur BAA zur NBA (1948–1957)
1949 fusionierte die BAA mit der NBL zur NBA. In der ersten Saison konnten die Pistons lediglich 22 Siege bei 38 Niederlagen erringen und verpassten somit die Playoffs.
Die nächste Saison konnten die Pistons mit 28 gewonnenen aus 40 Spielen beenden und erreichten damit die Playoffs, in denen sie in der zweiten Runde gegen die Minneapolis Lakers ausschieden. Die darauffolgende Saison verlief weniger erfolgreich, sie erreichten 32 Siege in 78 Spielen. Die nächsten zwei Spielzeiten schieden sie gegen die Rochester Royals einmal in drei, das andere Mal in zwei Spielen aus. In der Saison 1952/53 konnten sie sich wieder verbessern, gewannen drei Spiele mehr, als sie verloren und zogen in die Playoffs ein, besiegten die Rochester Royals im dritten Spiel und schieden dann in der zweiten Runde aus. Die nächste Saison verlief ähnlich erfolgreich, allerdings gewannen sie in der Postseason kein Spiel, sie verloren in einem Rundenturnier gegen Minneapolis und Rochester und schieden damit aus. 1955 und 1956 konnten sie die Finals erreichen. 1955 verloren sie im siebenten Spiel mit nur einem Punkt Unterschied gegen die Syracuse Nationals. Ein Jahr später verloren sie in fünf Spielen gegen die Philadelphia Warriors.
1957 beschloss Fred Zollner, Fort Wayne zu verlassen und in die Auto-Handelsmetropole Detroit umzuziehen.

### Coaches und Arenen (1957–1966)
Mit dem Umzug kamen einige Trainerwechsel zustande. Charles Eckman, Red Rocha, Dick McGuire, Charles Wolf, Dave DeBusschere, Donnis Butcher, Paul Seymour, Butch van Breda Kolff, Terry Dischinger und Earl Lloyd hatten diesen Posten zwischen 1957 und 1966 inne.
Ab der Saison 1961/62 bestritten die Pistons ihre Heimspiele in der Cobo Arena (bis inklusive der Saison 1977/78). 1962 drafteten die Pistons Dave DeBusschere, der in seiner aktiven Zeit für die Pistons drei Saisons hintereinander die meisten Rebounds vom Team holen konnte. 1968 wurde er zu den New York Knicks getradet, mit welchen er einige Erfolge feiern konnte.

### Die Dave Bing und Bob Lanier-Ära (1966–1980)

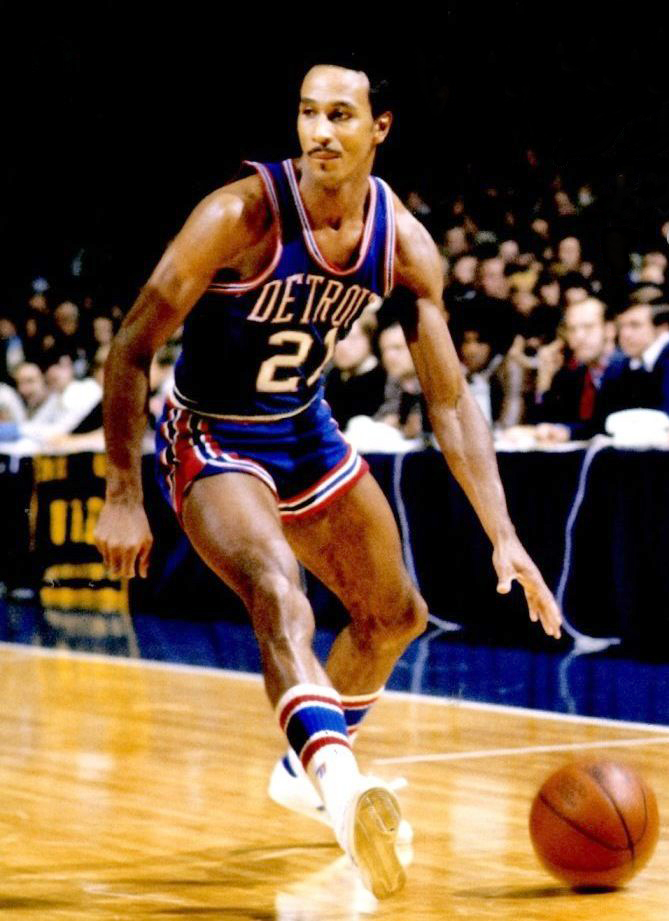
Dave Bing wurde 1966 von den Pistons gedraftet und wurde in seiner Zeit in Detroit sechsmal NBA-All-Star

Die Pistons bekamen den zweiten Pick im NBA-Draft 1966 zugelost und wählten Dave Bing. Er wurde in seinem ersten Jahr zum NBA Rookie of the Year gewählt. 1970 sicherten sich die Pistons im NBA-Draft mit dem ersten Pick die Rechte an Bob Lanier, der später ebenfalls zu einem Mitglied der Naismith Memorial Basketball Hall of Fame werden sollte. In der Saison 1970/71 erzielte Dave Bing in einem Spiel 54 Punkte und stellte mit 2213 Punkten einen Rekord für die meisten Punkte innerhalb einer Saison von einem Pistons-Spieler auf.
1973/74 wurden die Pistons von Fred Zollner an eine von William Davidson angeführte Unternehmensgruppe verkauft. Nach dieser Saison wurde Dave Bing nach Washington getradet. 1976/77 stellten die Pistons den Teamrekord von 877 Steals in einer Saison auf. Die Pistons bestritten ab der Saison 1978/79 ihre Heimspiele im Pontiac Silverdome, in dem sie für die nächsten zehn Jahre bleiben sollten. In der NBA-Saison 1979/80 verloren die Pistons ihre letzten 14 Spiele und zu Beginn der darauffolgenden Saison ihre ersten 7 Spiele, was 21 Niederlagen in Folge bedeutete. Damit stellten sie einen neuen Negativrekord in der NBA auf.

### Die Isiah Thomas und Joe Dumars-Ära (1980–1988)
Mit dem zweiten Pick des NBA-Drafts 1981 sicherten sich die Pistons Isiah Thomas, einen Point Guard von der Indiana University, der sein College-Team im Jahr zuvor zum NCAA-Division-I-Basketball-Championship-Titel führte und zum besten Spieler des Turniers gewählt wurde. Im November dieses Jahres holten sich die Pistons Vinnie Johnson und im darauffolgenden Februar Bill Laimbeer und Kenny Carr per Trade.
1983 stellten die Pistons Chuck Daly, der 13 Jahre später zu einem der 10 Greatest Coaches in NBA History ernannt werden sollte, als neuen Coach ein. Am 13. Dezember 1983 stellten die Pistons gegen die Denver Nuggets einen bis heute in der NBA ungebrochenen Rekord auf, indem sie sich gegen ihre Gegner mit 186:184 in der dritten Verlängerung durchsetzen konnten. Topscorer des Spiels wurde mit 51 Punkten Kiki Vandeweghe, einer der besten Spieler der Nuggets zu dieser Zeit. Im Januar 1984 erzielte Kelly Tripucka 56 Punkte in einem Trikot der Pistons und brach damit Dave Bings ehemaligen Teamrekord von 54 Punkten. Im All-Star Game wurde Isiah Thomas, ebenfalls ein Spieler der Pistons, dank 21 Punkten und 15 Assists der Most Valuable Player dieses Spiels. Im NBA-Draft 1985 verpflichteten die Pistons den Guard Joe Dumars von der McNeese State University. In der Saison 1985/86 wurde Isiah Thomas zum zweiten Mal MVP des All-Star Games.
Im NBA-Draft 1986 sicherten sich die Pistons mit dem 11. Pick John Salley und mit dem 27. Pick Dennis Rodman. Außerdem verstärkten sie sich via Trade mit Adrian Dantley. Der Spielstil des Teams wurde zunehmend körperbetonter und ihre defensiveorientierte Spielweise brachte ihnen schnell den Spitznamen „Bad Boys“ ein. In diesem Jahr konnten sie das Finale der Eastern Conference erreichen, schieden in diesem gegen die Boston Celtics, angeführt von Larry Bird, nach dem 7. Spiel aus. 1987/88 beendeten die Pistons die Saison mit 54 Siegen und 28 Niederlagen, womit sie Platz eins der Central Division innehatten. Sie schafften es, Washington, Chicago und Boston zu besiegen und somit Meister der Eastern Conference zu werden, in den NBA-Finals mussten sie sich in sieben Spielen den titelverteidigenden Los Angeles Lakers geschlagen geben. Das letzte Spiel ging mit 3 Punkten Unterschied verloren.

### Der erste NBA-Titel (1988–1989)
Neun Jahre nach der schlechtesten Saison in der Geschichte der Pistons zogen sie 1989 in den Palace of Auburn Hills und konnten ihre erste Saison in der neuen Arena mit 63 Siegen beenden. Ihre Guard-orientierte Offense rund um Isiah Thomas und Joe Dumars und die „Bad Boys“-Einstellung wurden schnell zu ihren Markenzeichen. Bill Laimbeer wurde aufgrund seines harten Spielstils schnell zu einem der unbeliebtesten Spieler der Fans der gegnerischen Mannschaften. Weitere Spieler wie Mark Aguirre, Dennis Rodman, Rick Mahorn, James Edwards und John Salley waren weitere Bestandteile des Kaders.
In den NBA-Playoffs schlugen sie Boston und Milwaukee beide Male mit einem Sweep. Gegen die Chicago Bulls konnten sie sich in sechs Spielen durchsetzen, womit sie das Finale erreichten und wie schon im Jahr zuvor auf die Los Angeles Lakers trafen. Dieses Jahr hatten die verletzungsgeplagten Lakers den Pistons jedoch nichts entgegenzusetzen und Detroit konnte sich den ersten NBA-Titel in vier Spielen holen. Das letzte Spiel dieser Serie war ebenfalls das letzte Spiel in der NBA-Karriere von einem der Superstars der Lakers und dem Spieler mit den meisten Punkten in der Geschichte der NBA, Kareem Abdul-Jabbar. Joe Dumars wurde zum MVP der NBA-Finals ernannt. Die Mannschaft dieser Saison wurde von der NBA zu einer der Top-10-Mannschaften in der Geschichte der Liga ernannt.

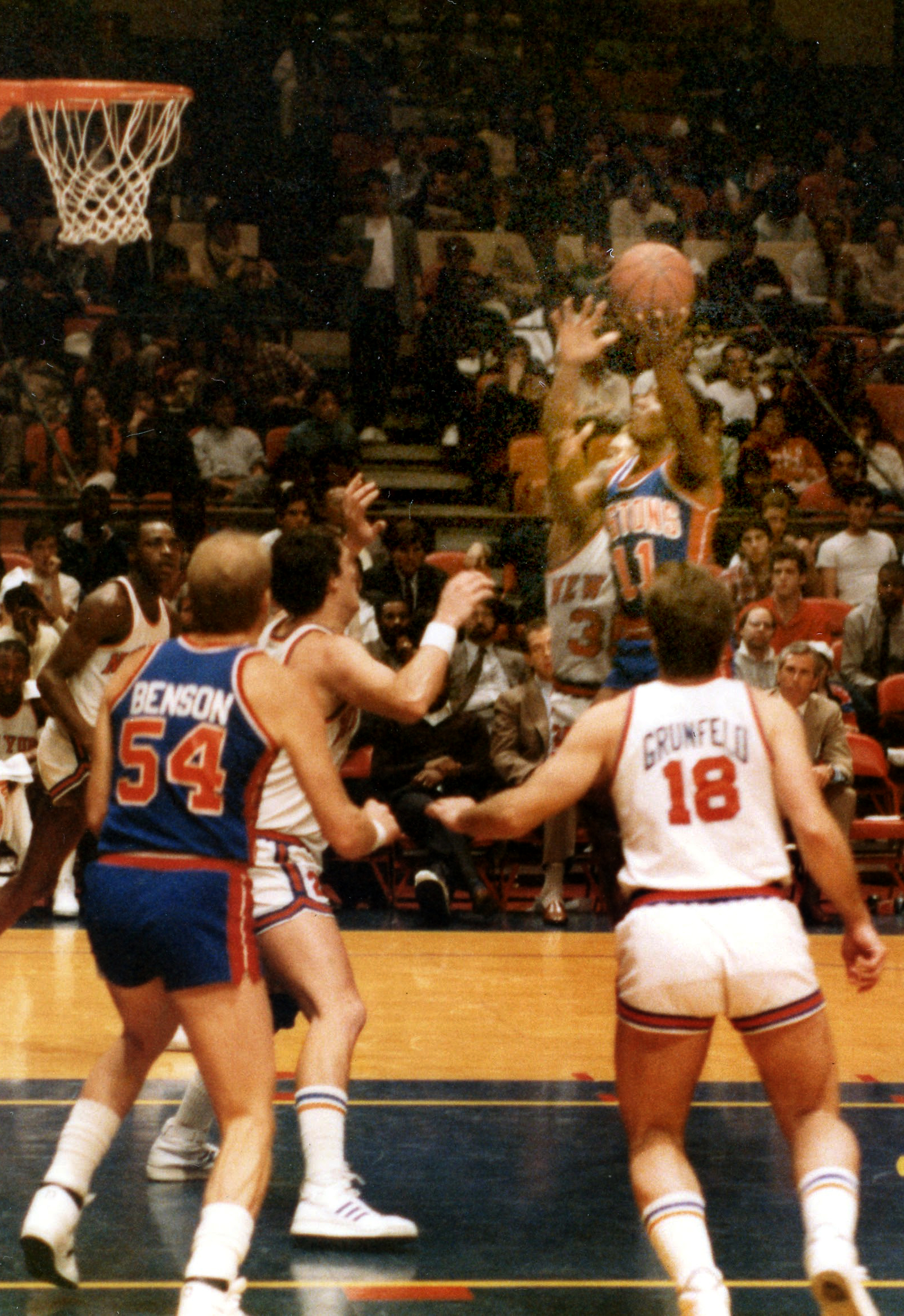
Hall of Famer Isiah Thomas (1985)

### Der zweite NBA-Titel (1989–1990)
Wie schon im Vorjahr war in dieser Saison die harte Verteidigung das Markenzeichen der Pistons. Vom 23. Januar 1990 bis zum 21. März 1990 gewannen sie 25 von 26 Spielen, die gesamte Saison konnte mit 59 Siegen und 23 Niederlagen abgeschlossen werden. Dabei hielten sie ihre Gegner im Durchschnitt bei 98,3 Punkten pro Spiel, was nicht zuletzt an dem diesjährigen „NBA Defensive Player of the Year“ Dennis Rodman lag. Erneut konnten sie sich ohne Probleme in den ersten beiden Runden der NBA-Playoffs durchsetzen, ehe sie auf die Chicago Bulls und deren Superstar Michael Jordan trafen. Es dauerte sieben Spiele, bis sie die Bulls tatsächlich zum dritten Mal in Folge bezwingen konnten. In den NBA-Finals trafen sie diesmal auf die Portland Trail Blazers, die sich jedoch bereits nach fünf Spielen den Pistons geschlagen geben mussten. Dieses Jahr wurde Isiah Thomas zum NBA-Finals MVP gekürt.

### Wiederaufbau (1990–1994)
Nach zwei Titelgewinnen in Folge fingen die Pistons an zu schwächeln. So reichte es in der NBA-Saison 1990/91 „nur“ noch für 50 Siege und in den Eastern Conference Finals trafen sie zum dritten Jahr in Folge auf die Chicago Bulls, in denen sie sich allerdings schon nach vier Spielen den Chicago Bulls, angeführt von Michael Jordan, geschlagen geben mussten. Die Bulls wurden später Meister, indem sie die Los Angeles Lakers in fünf Spielen besiegten. Die zweite aufeinanderfolgende Wahl von Dennis Rodman zum „NBA Defensive Player of the Year“ war nach dieser Saison nur ein schwacher Trost für die Detroit Pistons. Dennis Rodman verzeichnete in der nächsten Saison einen Schnitt von 18,7 Rebounds pro Spiel und brach damit einige Teamrekorde für die meisten Rebounds insgesamt in einer Saison mit 1.530, für die meisten Offensivrebounds mit 523 sowie den Rekord für die meisten Defensivrebounds mit 1.007 in der gesamten Saison. Des Weiteren holte er am 4. März 1992 in einem Spiel gegen Indiana 34 Rebounds. 10 Tage später holte er 22 Defensivrebounds gegen Sacramento.
Nach einigen Jahren an der Spitze der Liga ging es für die Pistons bergab. 1992/93 reichte es nur noch für 40 Siege und in der Offseason tradeten sie Dennis Rodman zu den San Antonio Spurs. Bill Laimbeer gab nach 11 Saisons seinen Ruhestand als professioneller Basketballspieler bekannt. Somit blieben nur noch zwei Spieler aus den Tagen der NBA-Titelgewinne übrig, Isiah Thomas und Joe Dumars. Es reichte während dieses Wiederaufbaus in der NBA-Saison 1993/94 nur noch für 20 Siege bei 62 Niederlagen, was das zweitschlechteste Gewinn-Niederlagen-Verhältnis der Liga darstellte. Lediglich die Dallas Mavericks konnten noch weniger Siege mit 13 feiern.

### Die Grant-Hill-Ära (1994–2000)
Mit dem dritten Pick des NBA-Drafts 1994 sicherten sich die Pistons die Rechte an Grant Hill, einem Spieler der Duke University. Das Team konnte erneut nicht mit der Konkurrenz mithalten und musste sich mit 28 Siegen aus den 82 Spielen zufriedengeben. Grant Hill konnte in seiner ersten Saison 19,9 Punkte pro Spiel für sich verbuchen. Er war der erste Rookie, der im Fan-Voting für das All-Star Game die meisten Stimmen erhielt. Am Ende der Saison wurde er gemeinsam mit Jason Kidd von den Dallas Mavericks zum NBA-„Co-Rookie of the Year“ gewählt.
Doug Collins, der neue Coach der Pistons, konnte das Team in seiner ersten Saison in diesem Amt zurück in die Playoffs führen. Mit 46 Siegen in 82 Spielen gewannen sie 18 Spiele mehr als im Vorjahr, wurden jedoch bereits in der ersten Runde der NBA-Playoffs von den Orlando Magic besiegt. Grant Hill bekam erneut mehr Stimmen als Michael Jordan im Fan-Voting für das All-Star-Game. Er führte die Liga mit seinen zehn Triple-Doubles an und konnte im Durchschnitt 20,2 Punkte, 9,8 Rebounds und 6,9 Assists pro Spiel in der Saison erreichen. Nach der Saison war er Teil der Basketballnationalmannschaft der USA und holte in Atlanta mit dem Dream Team die Goldmedaille. Währenddessen wechselte Allan Houston, dessen Vertrag nach der Saison ausgelaufen war, zu den New York Knicks.
Zwei Jahre nachdem die Pistons nur 28 Siege in einer Saison erreichen konnten, war es ihnen in dieser Saison möglich, 54 Siege in der Saison zu holen und zum zweiten Jahr in Folge die Playoffs zu erreichen. Das Vorhaben endete erneut mit einem Aus in der ersten Runde, diesmal gegen die Atlanta Hawks. Wie in den beiden Jahren zuvor war Grant Hill der herausragende Spieler, indem er 13 Triple-Doubles erreichte und einen Schnitt von 21,4 Punkten, 9 Rebounds, 7,3 Assists und 1,8 Steals über die Saison hinweg halten konnte. Diese Statistiken machten ihn zum dritten Jahr in Folge zu einem NBA-All-Star.
Die Pistons holten sich mit Brian Williams einen neuen Center, verpflichteten Jerry Stackhouse und ersetzten während der Saison ihren Coach Doug Collins durch Alvin Gentry. Es reichte nicht für die Playoffs, Grant Hill wurde zum vierten Mal in Folge zu einem All-Star gewählt.
Joe Dumars zog sich nach dieser Saison und einer 14-jährigen Karriere als Spieler in der NBA zurück. Erreicht hatte er dabei zwei NBA-Championship-Titel, sechs All-Star-Nominierungen und eine „NBA-Finals MVP“-Trophäe aus dem Jahr 1989. Zum Zeitpunkt der Ankündigung seines Ruhestands war er der Spieler, der die meisten Spiele für die Pistons bestritten hatte mit 1.018 und ebenfalls mit 16.401 die meisten Punkte für das Franchise erzielen konnte. Im darauffolgenden Jahr mussten sich die Detroit Pistons den Miami Heat in den Playoffs geschlagen geben.

### Teamumbau (2000–2003)
Ein Jahr nach seinem Rücktritt als Spieler wurde Joe Dumars zum „Team President of Basketball Operations“ bei den Detroit Pistons ernannt. Grant Hill, dessen Vertrag ausgelaufen war, entschied sich, die Pistons für die Orlando Magic zu verlassen. Bevor sie ihn jedoch ganz ziehen ließen, entschieden sich die Pistons für einen so genannten Sign-and-Trade mit den Magic und schickten Grant Hill nach Orlando, erhielten jedoch Ben Wallace und Chucky Atkins dafür zurück. Die NBA-Saison 2000/01 beendeten die Pistons mit 32 Siegen nach 82 Spielen. Nach der Saison entließ Joe Dumars Coach George Irvine und stellte Rick Carlisle als neuen Trainer ein.
In der NBA-Saison 2001/02 half Carlisle den Pistons dabei, ihre erste Saison seit 1997 mit über 50 Siegen zu beenden und ihre erste Playoff-Serie seit 1991 zu gewinnen. Im Sommer 2002 stellten die Pistons ihren gesamten Kader um. Joe Dumars nahm den Free Agent Chauncey Billups unter Vertrag, holte Richard Hamilton via Trade und sicherte sich die Rechte an Tayshaun Prince im NBA-Draft. Die Pistons konnten in der NBA-Saison 2002/03 erneut über 50 Siege erreichen und schafften es bis in die Eastern Conference Finals, in denen sie sich den New Jersey Nets geschlagen geben mussten. Trotz des Aufschwungs musste Rick Carlisle das Team im Sommer 2003 verlassen, woraufhin Larry Brown als neuer Coach eingestellt wurde.

### Der dritte Titel (2003–2004)

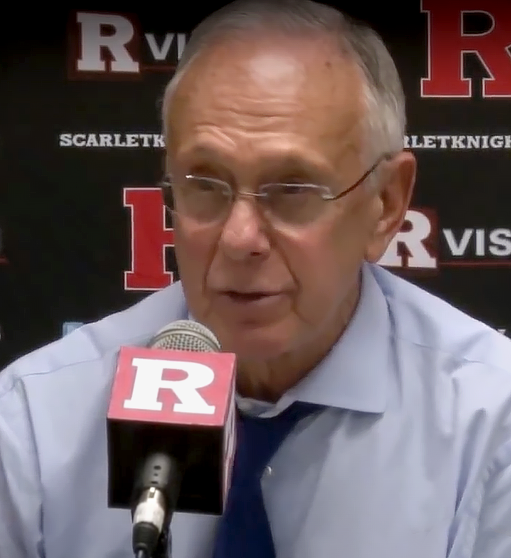
Larry Brown coachte die Pistons zur Meisterschaft 2004

Im NBA-Draft sicherten die Pistons sich die Rechte an Darko Miličić. Im Februar 2004 holten sie sich Rasheed Wallace via Trade. Die Saison schlossen sie mit 54 Siegen und 28 Niederlagen ab, was ihrer besten Saison seit 1997 entsprach. In den NBA-Playoffs trafen sie in der ersten Runde auf die Milwaukee Bucks und konnten sich nach fünf Spielen für die nächste Runde qualifizieren, in der sie in sieben Spielen die New Jersey Nets besiegen konnten.
In den Eastern Conference Finals konnten sie sich in sechs Spielen gegen die Indiana Pacers durchsetzen und zogen erstmals seit 1990 wieder in die NBA Finals ein. Dort standen sie den Los Angeles Lakers gegenüber, die den Titel in den Jahren 2000 bis 2002 holen konnten und mit ihrem Team rund um Shaquille O’Neal, Kobe Bryant, Karl Malone und Gary Payton als klare Favoriten galten. Nach fünf von den Pistons dominierten Spielen (drei der vier Siege waren mit einer zweistelligen Punktedifferenz) konnten sich die Detroit Pistons jedoch erfolgreich gegen ihre Gegner von der Westküste durchsetzen und holten sich ihren insgesamt dritten NBA-Titel. Chauncey Billups wurde zum NBA Finals MVP gewählt und dieser Sieg machte den Besitzer der Pistons, William Davidson, zum ersten Besitzer, der im selben Jahr einen NBA- als auch einen NHL-Titel gewinnen konnte (Tampa Bay Lightning).

### Titelkampf (2004–2008)
Die Pistons unterzogen sich einer großen Veränderung, die hauptsächlich ihre Auswechselspieler betraf. Mehmet Okur, Mike James und Corliss Williamson verließen das Team. Im ersten Monat der noch jungen Saison kam es zur sogenannten „Malice at the Palace“ (bezogen auf die damalige Spielstätte Palace of Auburn Hills), einem der bekanntesten nordamerikanischen körperlichen Aufeinandertreffen zwischen Spielern und Fans. Metta World Peace, damals noch als Ron Artest und im Trikot der Indiana Pacers, stieg dabei ins Publikum, um sich mit einem Fan anzulegen, der ihn mit einem Pappbecher voll Bier beworfen hatte.

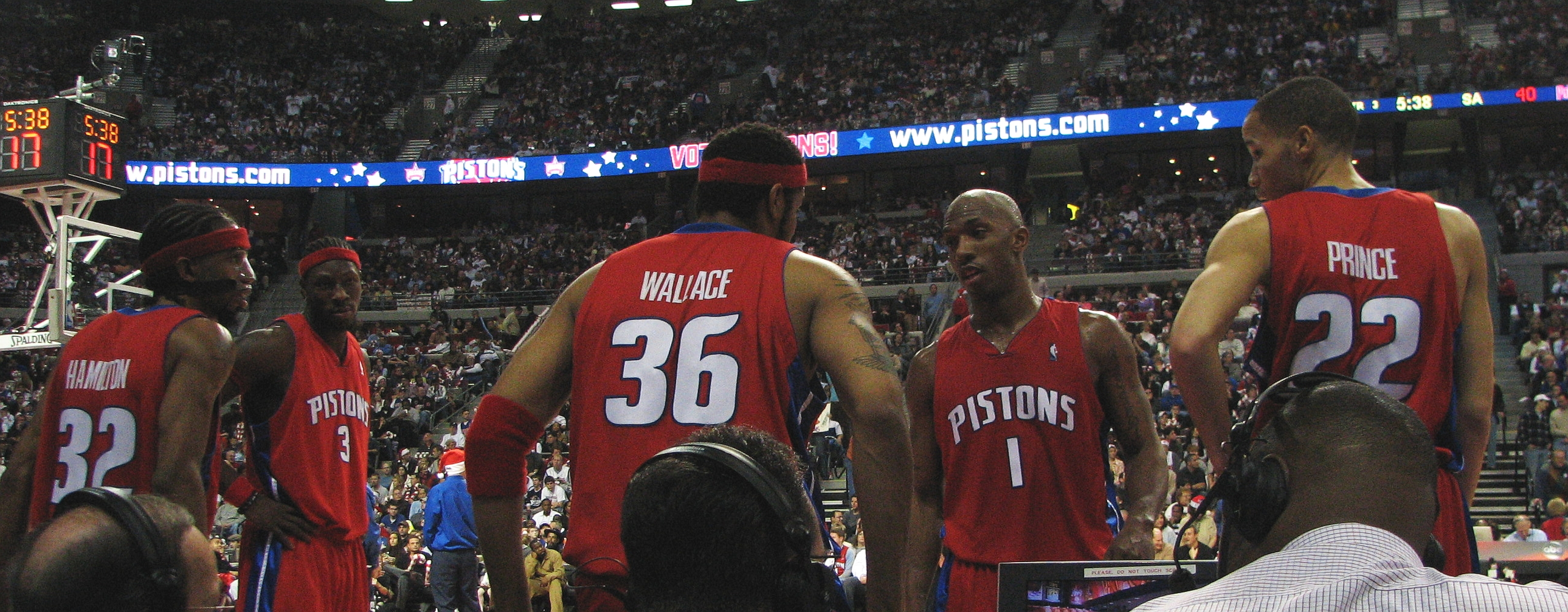
Die Starting Five der Pistons, die die NBA-Finals 2004 gewann

Dennoch galten die Pistons als Anwärter auf den Titel der NBA-Saison 2004/05 und erreichten 54 Siege in der regulären Saison. Nachdem die Pistons sich in den Playoffs gegen die Philadelphia 76ers und die Indiana Pacers durchsetzen konnten, mussten sie sich den jungen Miami Heat rund um Dwyane Wade in den Eastern Conference Finals stellen. Nach sieben Spielen konnten sich die Pistons durchsetzen, woraufhin sie in den Finals auf die San Antonio Spurs trafen. Die Serie ging sieben Spiele lang (das erste siebte Spiel der NBA Finals seit 1994), jedoch reichte es für die Pistons nicht zum Sieg. Die Spurs hingegen konnten sich ihren dritten Titel seit 1999 sichern.
Die NBA-Saison 2005/06 begann für die Detroit Pistons mit 37 Siegen und fünf Niederlagen, der beste sportübergreifende Start in eine Saison, den ein professionelles Team aus Detroit jemals für sich verbuchen konnte und der zweitbeste Start, den je ein Team in der NBA hatte. Vier der Stammspieler der Pistons wurden zu NBA-All-Stars gewählt (Chauncey Billups, Richard Hamilton, Rasheed Wallace und Ben Wallace) und der Coach der Pistons, Flip Saunders, wurde zum Trainer der „NBA Eastern Conference All-Stars“ ernannt. Mit ihren 64 Siegen in der gesamten Saison stellten die Pistons einen neuen teaminternen Rekord auf. In den Playoffs setzten sie sich gegen die Milwaukee Bucks und die Cleveland Cavaliers durch, es reichte jedoch nicht mehr, um die Miami Heat mit dem herausragenden Dwyane Wade in den Eastern Conference Finals zu schlagen. Miami konnte sich daraufhin in den NBA-Finals den Titel gegen die Dallas Mavericks sichern.

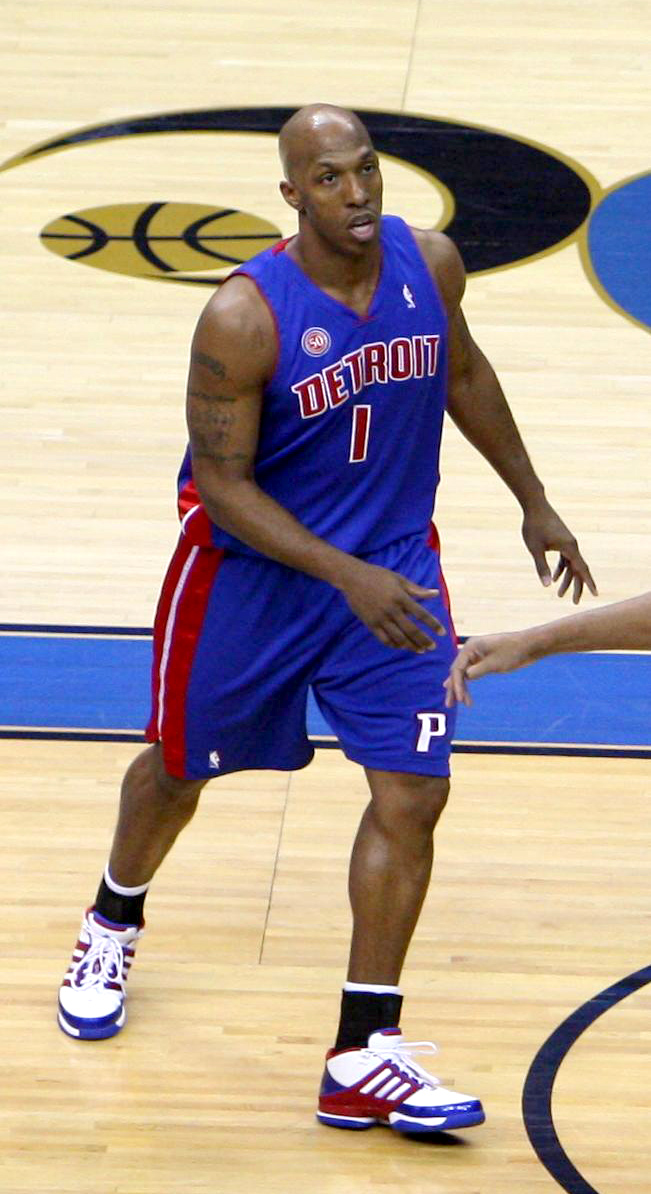
All-Star Chauncey Billups

In der Off-Season 2006 lief der Vertrag von Ben Wallace aus und die Pistons boten ihm einen neuen Vertrag über vier Jahre und 48 Millionen US-Dollar, er entschied sich dagegen und wechselte für 60 Millionen US-Dollar zu den Chicago Bulls. Die Pistons ersetzten ihn mit Nazr Mohammed als Center. Am 17. Januar 2007 der laufenden NBA-Saison 2006/07 nahmen die Pistons den Free Agent Chris Webber unter Vertrag. Davor hatten sie 21 Siege und 15 Niederlagen, mit ihm konnten sie im Rest der Saison 32 Siege bei nur 14 Niederlagen verbuchen. In den Playoffs setzten sich die Pistons gegen die Orlando Magic und die Chicago Bulls durch. In den Eastern Conference Finals mussten sie sich jedoch in sechs Spielen den Cleveland Cavaliers rund um LeBron James geschlagen geben.
Die NBA-Saison 2007/08 war die fünfzigste Saison der Pistons in Detroit. Im NBA-Draft sicherten sie sich die Rechte an Rodney Stuckey und Arron Afflalo und die Verträge von Chauncey Billups, Antonio McDyess und Amir Johnson wurden verlängert. Mit Saisonbeginn entschieden sie sich dazu, Rasheed Wallace als Center starten zu lassen und die Pistons beendeten die Saison mit 59 Siegen in 82 Spielen, was ligaweit die zweitbeste Bilanz darstellte. In den Playoffs setzten sich die Pistons zuerst gegen die Philadelphia 76ers und danach gegen die Orlando Magic durch, jedoch hatten sie dabei mehr Probleme als in den vorhergehenden Jahren. In ihren sechsten Eastern Conference Finals in Folge trafen die Pistons auf die Boston Celtics, die vor der Saison einige Änderungen an ihrem Kader vorgenommen hatten. Neben Paul Pierce, dem Langzeitsuperstar des Teams, konnten sich die Celtics noch mit Kevin Garnett und Ray Allen verstärken. Das erste Spiel ging an Boston, das zweite Spiel ging an Detroit, was ebenfalls die erste Heimniederlage der Celtics in den NBA-Playoffs 2008 darstellte. Spiel drei ging wieder an Boston und Spiel vier daraufhin erneut an Detroit. Die nächsten beiden Spiele konnten die Celtics jedoch für sich entscheiden und damit waren die Playoffs für die Pistons vorbei. Im weiteren Verlauf des Turniers konnten sich die Boston Celtics in den NBA-Finals durchsetzen. Nach der Saison trennten sich die Pistons von Coach Flip Saunders.

### Allen Iverson (2008–2009)
Am 10. Juni 2008 wurde Michael Curry zum neuen Coach der Pistons ernannt. Im Juli wurden Will Bynum und Kwame Brown unter Vertrag genommen und am 3. November 2008 kam es zu einer Änderung: Chauncey Billups, Antonio McDyess und Cheikh Samb wurden via Trade zu den Denver Nuggets geschickt und die Pistons erhielten Allen Iverson zurück. Antonio McDyess wurde von den Nuggets daraufhin jedoch auf die Waiver-Liste gesetzt und unterzeichnete am 9. Dezember 2008 erneut einen Vertrag in Detroit. Allen Iverson konnte jedoch nicht die erhoffte Wendung herbeiführen und die Pistons wurden aufgrund von kontroversen Entscheidungen des neuen Coaches und eines mangelhaften Teamzusammenhaltes immer schlechter. Hinzu kamen immer mehr Verletzungen bei den Stammspielern. Trotz nur 39 Siegen gelang es den Pistons, sich für die Playoffs zu qualifizieren. Das stellte ihre erste NBA-Saison seit 2000/01 dar, in der sie weniger als 50 Siege erreichten. In den NBA-Playoffs mussten sie sich bereits nach vier Spielen den Cleveland Cavaliers geschlagen geben.

### Wiederaufbau (2009–2010)
Im NBA-Draft sicherten sich die Pistons mit dem 15. Pick Austin Daye sowie in der zweiten Runde DaJuan Summers und Jonas Jerebko. Am 30. Juni 2009 wurde Michael Curry nach nur einem Jahr als Coach der Detroit Pistons entlassen. Ersatz fanden sie einen Monat später in John Kuester, einem ehemaligen Assistenz-Coach der Cleveland Cavaliers. Die Pistons holten sich Ben Gordon für fünf Jahre und 55 Millionen US-Dollar und Charlie Villanueva für fünf Jahre und 35 Millionen US-Dollar. Rasheed Wallace verließ die Pistons und unterzeichnete einen Vertrag bei den Boston Celtics. Die Pistons holten sich Ben Wallace und Chris Wilcox, um den Frontcourt zu verstärken. Mit nur 27 Siegen schafften es die Pistons nicht in die NBA-Playoffs.

### Tracy McGrady (2010–2011)
Im NBA-Draft 2010 sicherten sich die Pistons mit dem siebten Pick Greg Monroe von der Georgetown University und Terrico White von der University of Mississippi in der zweiten Runde. Außerdem nahmen sie Tracy McGrady unter Vertrag und verlängerten die Verträge von Ben Wallace und Will Bynum. Chris Wilcox nutzte die Spieleroption in seinem Vertrag und blieb den Pistons somit ebenfalls für ein weiteres Jahr erhalten. Die Pistons konnten 21 von den ersten 60 Spielen gewinnen. Trainer John Kuester hatte Anfang Januar Richard Hamilton die Rolle eines Auswechselspielers zugeteilt und kaum aufgestellt. Es gab Gerüchte über weitere Streitigkeiten zwischen den Spielern und dem Coach der Pistons. Einigen der Spieler, wie z. B. Richard Hamilton, Tracy McGrady und Tayshaun Prince, wurde es vor dem 60. Spiel zu viel. Sie entschieden sich dafür, einen Spielerprotest durchzuführen, indem sie absichtlich nicht zu einem Training erschienen. Coach Kuester zog die Konsequenz, die besagten Spieler nicht aufzustellen und hatte in diesem 60. Spiel einen aus sechs Personen bestehenden Kader. Im Juni 2011 wurde Kuester als Head Coach entlassen. Sein Nachfolger bei den Pistons wurde Lawrence Frank. In der Saison 2011/12 verpassten die Pistons wie bereits im Jahr zuvor erneut die Play-offs.

### Seit 2012/13
Am 8. November 2012 beendeten die Pistons eine Serie von 669 Spielen, die zweitlängste in der NBA, ohne dass ein Spieler ein Triple-Double erzielt hatte. Greg Monroe gelangen bei der 103:105-Niederlage bei den Sacramento Kings 21 Punkte, 12 Rebounds und 11 Assists. Das bis dato letzte gelang Chauncey Billups (20/10/11) am 20. Februar 2004 bei einer 87:88-Niederlage gegen die Minnesota Timberwolves. Mit Stand November 2012 halten die Indiana Pacers mit 767 Spielen in Folge diesbezüglich den Negativrekord. Die Pistons starteten nach 1962/63 und 1980/81 zum dritten Mal in ihrer Geschichte mit keinem Sieg und sieben Niederlagen. Das achte Saisonspiel wurde beide Male gewonnen. Die Saison endete mit 29 Siegen und 53 Niederlagen erneut im Tabellenkeller der Eastern Conference. Kurz nach Saisonende wurde Headcoach Lawrence Frank vom Management der Pistons entlassen. Sein Nachfolger wurde Maurice Cheeks, der zuvor als Assistant Coach bei den Oklahoma City Thunder tätig war.
Im Sommer 2013 verstärkte man sich mit Josh Smith und Brandon Jennings. Jedoch konnte die Mannschaft die Erwartungen im Laufe der Saison 2013/2014 selten erfüllen. Statt um die Playoffs mitzuspielen, rangierten die Pistons erneut im Niemandsland der Tabelle der Eastern Conference. Als Konsequenz wurde Headcoach Maurice Cheeks vorzeitig im Februar 2014 entlassen. Nachfolger als Headcoach bis Saisonende wurde sein Assistant Coach John Loyer. Die Saison endete erneut mit einer negativen Bilanz von 29 Siegen und 53 Niederlagen. Nach Saisonende trennten sich die Pistons von General Manager Joe Dumars bekannt, der seit 2000 die Geschicke des Clubs gelenkt hatte.

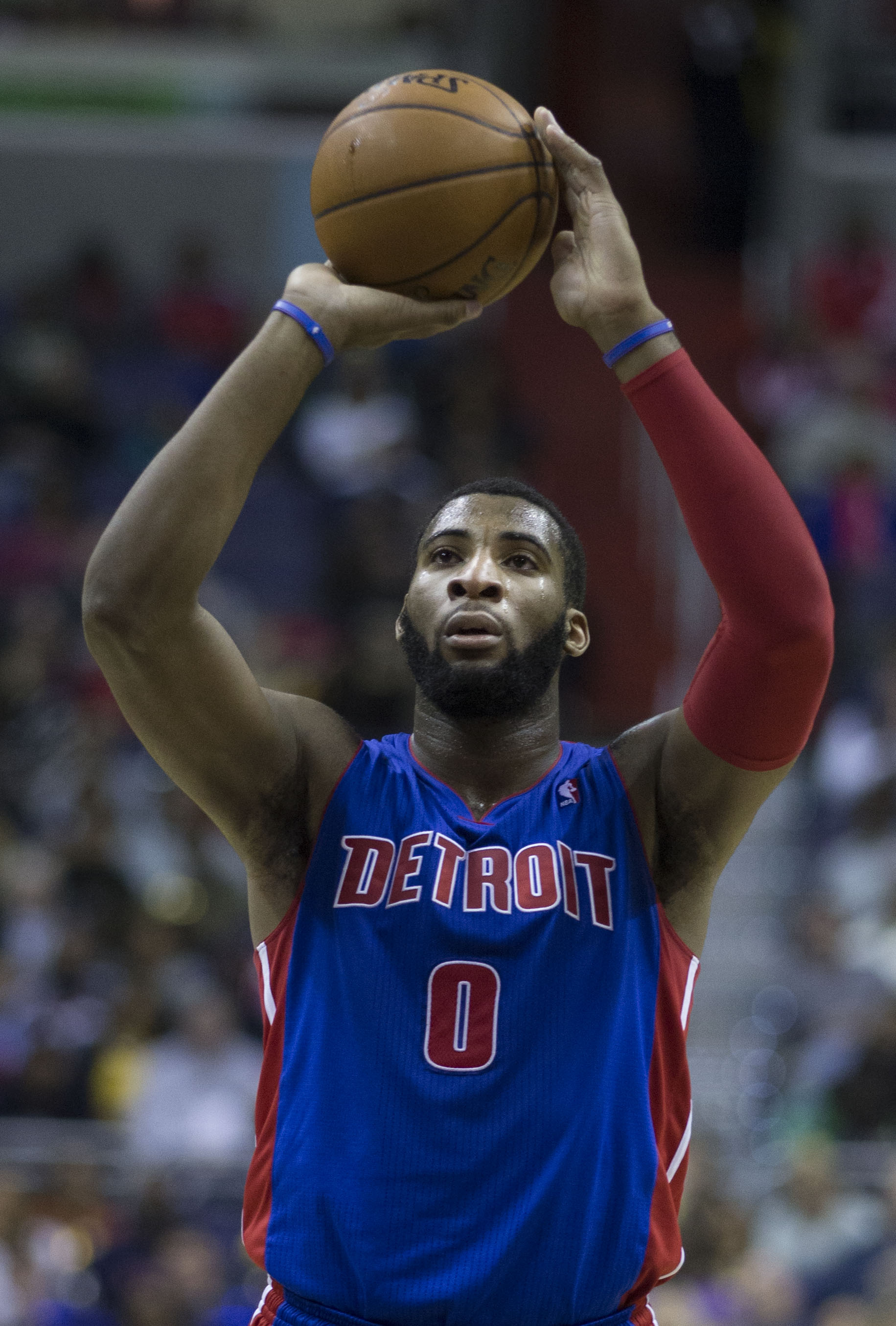
Andre Drummond wurde bei den Pistons zweimal NBA-All-Star

Zur Saison 2014/15 präsentierten die Pistons mit Stan Van Gundy einen neuen Headcoach. Er erhielt einen bis 2019 laufenden Vertrag. Van Gundy begann, den Kader umzustrukturieren. Nach einem schlechten Saisonstart mit einer Bilanz von 5 Siegen und 23 Niederlagen entließ Van Gundy Josh Smith, der die Erwartungen nicht erfüllen konnte. Van Gundy passte das Spiel zunehmend an den jungen Center Andre Drummond an. Im Februar 2015 wechselte Reggie Jackson von den Oklahoma City Thunder nach Detroit. Jedoch wurden die Playoffs verpasst. Das Team wurde über den NBA-Draft 2015 mit Stanley Johnson verstärkt. Greg Monroe, der Team-Topscorer der letzten Jahre bei den Pistons, verließ das Team in Richtung Milwaukee Bucks. Als Ersatz wurde Ersan Ilyasova verpflichtet, der bereits im Februar 2016 das Team wieder verließ. Die Pistons verpflichteten Tobias Harris von den Magic, im Gegenzug wechselten Ilyasova und Brandon Jennings nach Orlando.
Nachdem man sich sechs Jahre in Folge nicht für die Playoffs qualifiziert hatte, erreichten die Pistons in der Saison 2015/16 die Playoffs wieder. Man qualifizierte sich mit 44 Siegen und 38 Niederlagen als Achter in der Eastern Conference und traf in der ersten Runde auf die Cleveland Cavaliers. Gegen diese schied man jedoch sieglos mit 0:4 aus. Die Saison 2016/17 verpasste man die Playoffs wieder.
Zur NBA-Saison 2017/18 verließen die Pistons den Palace of Auburn Hills und ziehen in die neue Little Caesars Arena um. Die Saison 2017/18 lief für die Pistons nicht besser als die vorherige Saison auch. Mitten in der Saison wurde der mehrmalige All-Star Blake Griffin von den Los Angeles Clippers verpflichtet. Trotz eines starken Frontcourt mit Andre Drummond und Griffin, wurden die Playoffs erneut verpasst. Im Mai 2018 trennten sich die Pistons von Chefcoach Stan Van Gundy, der seit 2014 das Team betreute, und verpflichteten im Gegenzug den damaligen Coach of the Year Dwane Casey als Nachfolger. Beim NBA-Draft 2021 bekamen die Pistons den ersten Pick zugelost und wählten Cade Cunningham aus.

## Aktueller Kader
| Nr. | Nat.               | Name              | Position       | Geburt     | Größe  | Info | College             |
| --- | ------------------ | ----------------- | -------------- | ---------- | ------ | ---- | ------------------- |
| 0   | Vereinigte Staaten | Jalen Duren       | Center         | 18.11.2003 | 211 cm |      | Memphis             |
| 00  | Vereinigte Staaten | Ron Holland       | Forward        | 07.07.2005 | 206 cm | R    | Duncanville HS (TX) |
| 2   | Vereinigte Staaten | Cade Cunningham   | Guard          | 25.09.2001 | 198 cm |      | Oklahoma State      |
| 5   | Vereinigte Staaten | Malik Beasley     | Guard          | 26.11.1996 | 193 cm |      | Florida State       |
| 7   | Vereinigte Staaten | Paul Reed         | Forward/Center | 14.06.1999 | 206 cm |      | DePaul              |
| 8   | Vereinigte Staaten | Tim Hardaway Jr.  | Guard/Forward  | 16.03.1992 | 196 cm |      | Michigan            |
| 9   | Vereinigte Staaten | Ausar Thompson    | Guard/Forward  | 30.01.2003 | 198 cm |      | Pine Crest          |
| 12  | Vereinigte Staaten | Tobias Harris     | Forward        | 15.07.1992 | 203 cm |      | Tennessee           |
| 13  | Vereinigte Staaten | Ron Harper Jr.    | Forward        | 12.04.2000 | 193 cm | G    | Rutgers             |
| 17  | Deutschland        | Dennis Schröder   | Guard          | 15.09.1993 | 185 cm |      | Deutschland         |
| 19  | Italien            | Simone Fontecchio | Forward        | 09.12.1995 | 201 cm |      | Italien             |
| 23  | Vereinigte Staaten | Jaden Ivey        | Guard          | 13.02.2002 | 193 cm |      | Purdue              |
| 24  | Vereinigte Staaten | Daniss Jenkins    | Guard          | 17.08.2001 | 193 cm | R G  | St. John's          |
| 25  | Vereinigte Staaten | Marcus Sasser     | Guard          | 21.09.2000 | 188 cm |      | Houston             |
| 28  | Vereinigte Staaten | Isaiah Stewart    | Forward/Center | 22.05.2001 | 206 cm |      | Washington          |
| 34  | Schweden           | Bobi Klintman     | Forward        | 06.03.2003 | 206 cm | R    | Wake Forest         |
| 35  | Vereinigte Staaten | Tolu Smith        | Forward        | 26.07.2001 | 211 cm | R G  | Mississippi State   |
| 43  | Vereinigte Staaten | Lindy Waters III  | Guard/Forward  | 28.07.1997 | 198 cm |      | Oklahoma State      |

| Nat.               | Name              | Position                              |
| ------------------ | ----------------- | ------------------------------------- |
| Vereinigte Staaten | J. B. Bickerstaff | Head Coach                            |
| Vereinigte Staaten | Sidney Lowe       | Assistenzcoach                        |
| Vereinigte Staaten | Tim Grgurich      | Assistenzcoach                        |
| unbekannt          | Micah Nori        | Assistenzcoach                        |
| unbekannt          | Sean Sweeney      | Assistenzcoach                        |
| Vereinigte Staaten | Travon Bryant     | Assistenzcoach zur Spielerentwicklung |
| unbekannt          | Jim Scholler      | Medizinischer Trainer                 |
| unbekannt          | Jordan Sabourin   | Kraft- und Konditions-Trainer         |

| Abk. | Bedeutung                       |
| ---- | ------------------------------- |
| Nr.  | Trikotnummer                    |
| Nat. | Nationalität                    |
| C    | Mannschaftskapitän              |
| R    | Rookie                          |
| G    | Two-way contract                |
|      | Verletzungsbedingte Inaktivität |

## Ehrungen und nennenswerte Leistungen

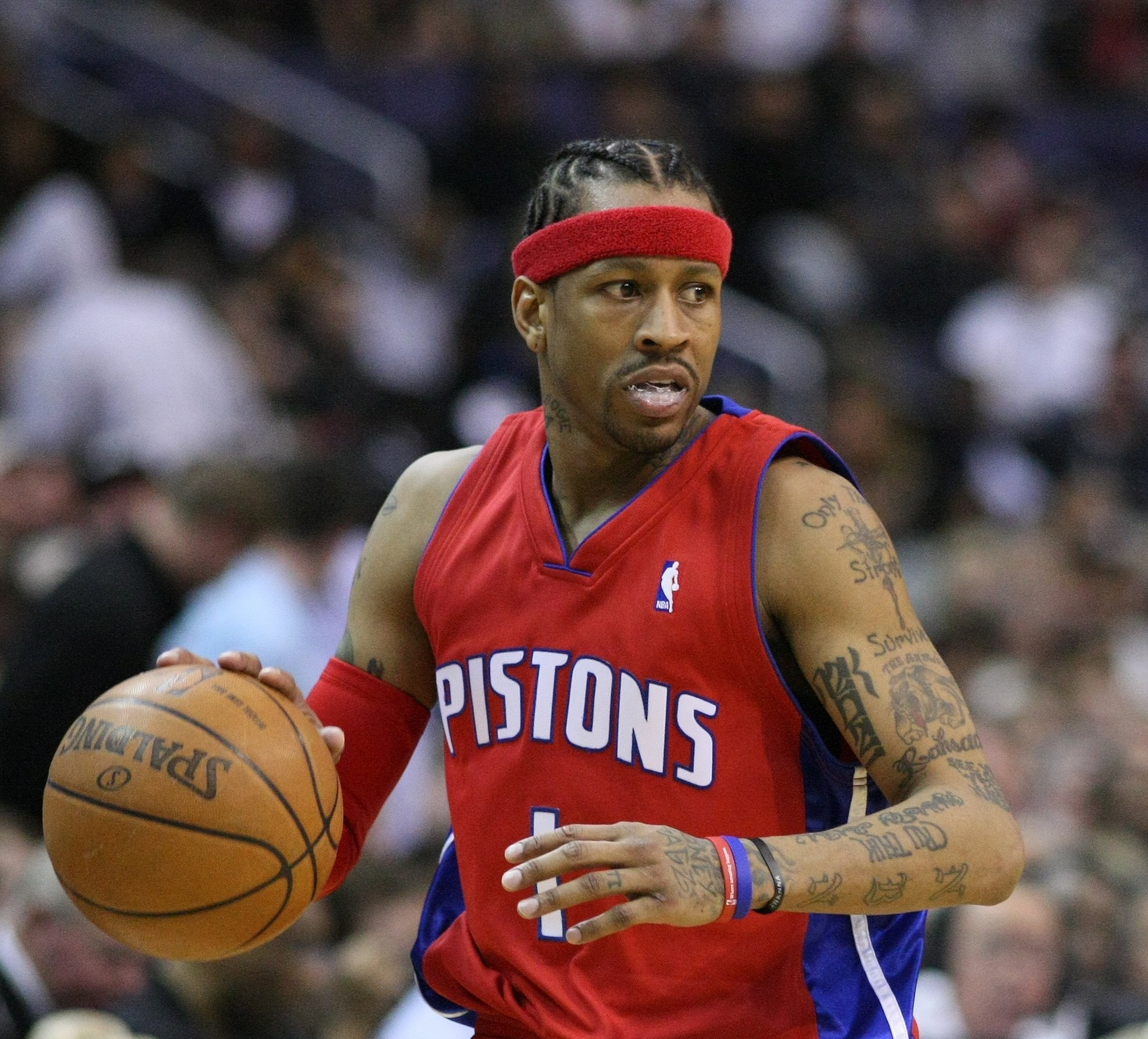
Allen Iverson spielte nur eine halbe Saison in Detroit

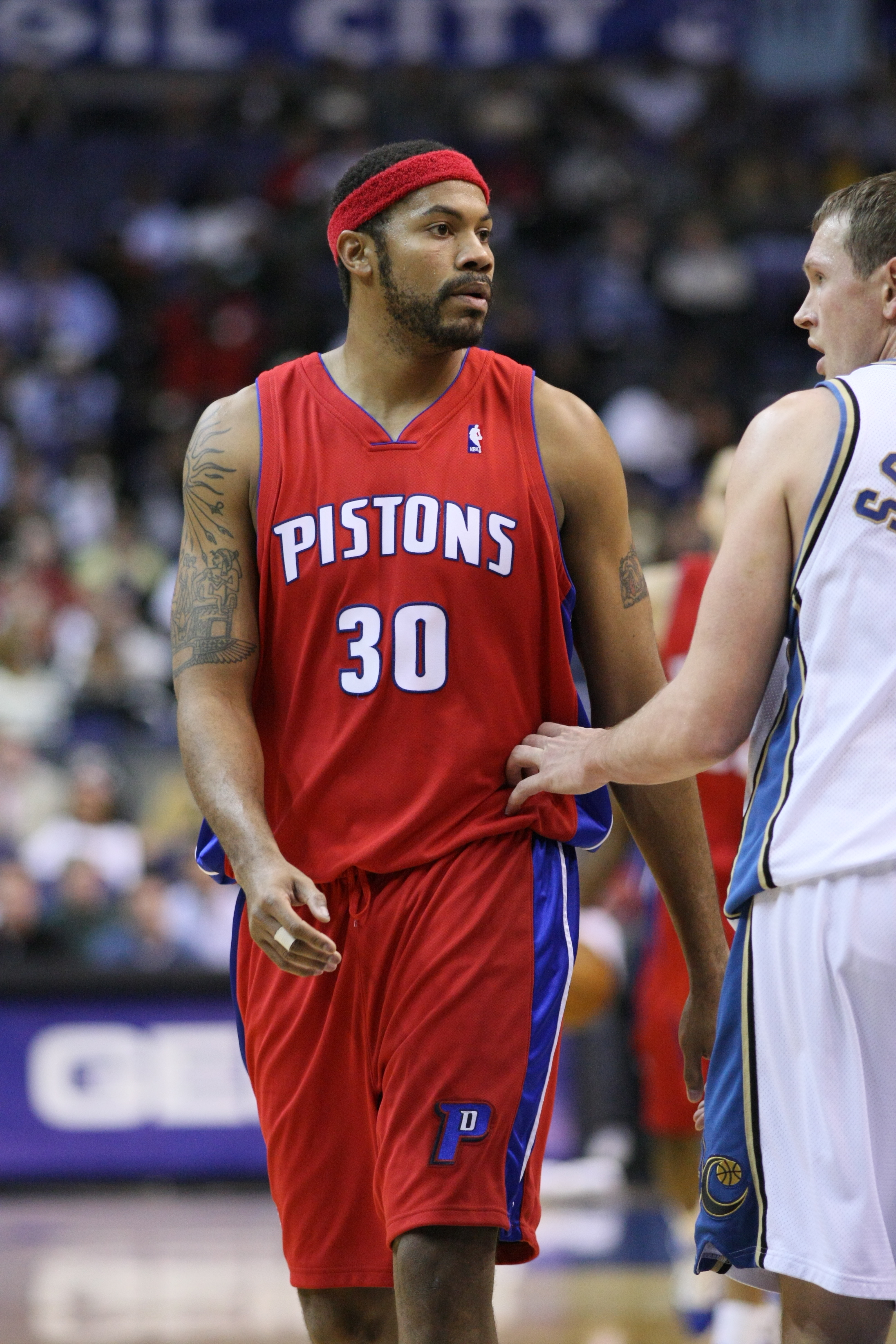
Rasheed Wallace stand von 2004 bis 2009 für die Pistons auf dem Platz

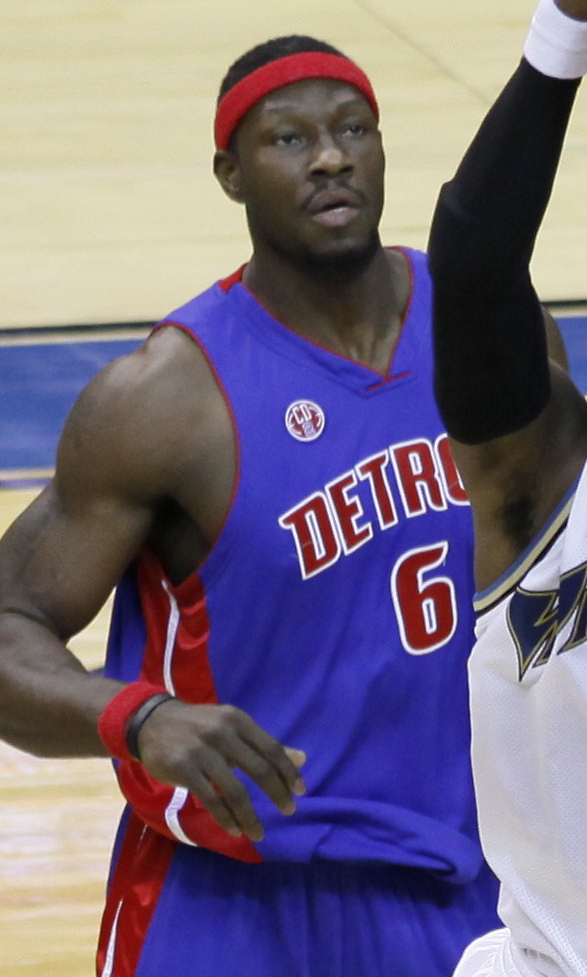
Ben Wallace wurde bei den Pistons viermal zum besten Verteidiger der NBA gewählt

| Nr. | Nat.               | Name             | Position                                | Zeit                |
| --- | ------------------ | ---------------- | --------------------------------------- | ------------------- |
| 1   | Vereinigte Staaten | Chauncey Billups | Guard                                   | 2002–2008 2013–2014 |
| 2   | Vereinigte Staaten | Chuck Daly       | Cheftrainer (Siege 538:313 Niederlagen) | 1983–1992           |
| 3   | Vereinigte Staaten | Ben Wallace      | Center                                  | 2000–2006 2009–2012 |
| 4   | Vereinigte Staaten | Joe Dumars       | Guard                                   | 1985–1999           |
| 10  | Vereinigte Staaten | Dennis Rodman    | Forward                                 | 1986–1993           |
| 11  | Vereinigte Staaten | Isiah Thomas     | Guard                                   | 1981–1994           |
| 15  | Vereinigte Staaten | Vinnie Johnson   | Guard                                   | 1981–1991           |
| 16  | Vereinigte Staaten | Bob Lanier       | Center                                  | 1970–1980           |
| 21  | Vereinigte Staaten | Dave Bing        | Guard                                   | 1966–1975           |
| 32  | Vereinigte Staaten | Richard Hamilton | Guard                                   | 2002–2011           |
| 40  | Vereinigte Staaten | Bill Laimbeer    | Center                                  | 1982–1994           |
|     | Vereinigte Staaten | William Davidson | 1974–2009                               | Besitzer            |
|     | Vereinigte Staaten | Jack McCloskey   | 1979–1992                               | General Manager     |

| Name             | aktueller Verein  |
| ---------------- | ----------------- |
| Mark Aguirre     | Karriere beendet  |
| Dave Bing        | Karriere beendet  |
| Adrian Dantley   | Karriere beendet  |
| Joe Dumars       | Karriere beendet  |
| Grant Hill       | Karriere beendet  |
| Allan Houston    | Karriere beendet  |
| Lindsey Hunter   | Karriere beendet  |
| Allen Iverson    | Karriere beendet  |
| Vinnie Johnson   | Karriere beendet  |
| Bill Laimbeer    | Karriere beendet  |
| Bob Lanier       | Karriere beendet  |
| Tracy McGrady    | Karriere beendet  |
| Greg Monroe      | FC Bayern München |
| Richard Hamilton | Karriere beendet  |
| Antonio McDyess  | Karriere beendet  |
| Mehmet Okur      | Karriere beendet  |
| John Salley      | Karriere beendet  |
| Jerry Stackhouse | Karriere beendet  |
| Isiah Thomas     | Karriere beendet  |
| Kelly Tripucka   | Karriere beendet  |
| Rasheed Wallace  | Karriere beendet  |
| Chris Webber     | Karriere beendet  |
| George Yardley   | † 2004            |

| Nat.               | Name             | Position        | Zeit                |
| ------------------ | ---------------- | --------------- | ------------------- |
| Vereinigte Staaten | George Yardley   | Forward         | 1953–1959           |
| Vereinigte Staaten | Andy Phillip     | Guard-Forward   | 1952–1956           |
| Vereinigte Staaten | Bob Houbregs     | Forward-Center  | 1954–1958           |
| Vereinigte Staaten | Dick McGuire     | Guard Trainer   | 1957–1960 1959–1963 |
| Vereinigte Staaten | Harry Gallatin   | Forward-Center  | 1957/58             |
| Vereinigte Staaten | Bailey Howell    | Forward         | 1959–1964           |
| Vereinigte Staaten | Dave DeBusschere | Forward Trainer | 1962–1968 1964–1967 |
| Vereinigte Staaten | Dave Bing        | Guard           | 1965–1975           |
| Vereinigte Staaten | Walt Bellamy     | Forward-Center  | 1968/69             |
| Vereinigte Staaten | Bob Lanier       | Center          | 1970–1980           |
| Vereinigte Staaten | Bob McAdoo       | Forward-Center  | 1980/81             |
| Vereinigte Staaten | Isiah Thomas     | Guard           | 1981–1994           |
| Vereinigte Staaten | Joe Dumars       | Guard           | 1985–1999           |
| Vereinigte Staaten | Adrian Dantley   | Forward         | 1986–1989           |
| Vereinigte Staaten | Dennis Rodman    | Forward         | 1986–1993           |
| Vereinigte Staaten | Ben Wallace      | Center          | 2000–2006 2009–2012 |

## Statistiken
| Art der Leistung | Rekordwert | Spieler       |
| ---------------- | ---------- | ------------- |
| Spiele           | 1.018      | Joe Dumars    |
| Punkte           | 18.822     | Isiah Thomas  |
| Rebounds         | 9.430      | Bill Laimbeer |
| Assists          | 9.061      | Isiah Thomas  |
| Blöcke           | 1.486      | Ben Wallace   |
| Steals           | 1.861      | Isiah Thomas  |

| Art der Leistung | Rekordwert | Spieler          | Saison  |
| ---------------- | ---------- | ---------------- | ------- |
| Punkte/Spiel     | 29,8       | Jerry Stackhouse | 2000/01 |
| Rebounds/Spiel   | 18,7       | Dennis Rodman    | 1991/92 |
| Assists/Spiel    | 13,9       | Isiah Thomas     | 1984/85 |
| Blöcke/Spiel     | 3,5        | Ben Wallace      | 2001/02 |
| Steals/Spiel     | 2,5        | Isiah Thomas     | 1983/84 |

| Jahr               | Siege:Niederlagen  | Siege [%]          | Play-offs                                                                                         |                    |                    |                    |                    |                    |                    |                    |
| Fort Wayne Pistons | Fort Wayne Pistons | Fort Wayne Pistons | Fort Wayne Pistons                                                                                | Fort Wayne Pistons | Fort Wayne Pistons | Fort Wayne Pistons | Fort Wayne Pistons | Fort Wayne Pistons | Fort Wayne Pistons | Fort Wayne Pistons |
| ------------------ | ------------------ | ------------------ | ------------------------------------------------------------------------------------------------- | ------------------ | ------------------ | ------------------ | ------------------ | ------------------ | ------------------ | ------------------ |
| 1948/49            | 22:38              | 36,7               | Nicht für die Play-offs qualifiziert                                                              |                    |                    |                    |                    |                    |                    |                    |
| 1949/50            | 40:28              | 58,8               | 0:2 in den Division-Finals gegen die Minneapolis Lakers                                           |                    |                    |                    |                    |                    |                    |                    |
| 1950/51            | 32:36              | 47,1               | 1:2 in den Western Division-Halbfinals gegen die Rochester Royals                                 |                    |                    |                    |                    |                    |                    |                    |
| 1951/52            | 29:37              | 43,9               | 0:2 in den Western Division-Halbfinals gegen die Rochester Royals                                 |                    |                    |                    |                    |                    |                    |                    |
| 1952/53            | 36:33              | 52,2               | 2:3 in den Western Division-Finals gegen die Minneapolis Lakers                                   |                    |                    |                    |                    |                    |                    |                    |
| 1953/54            | 40:32              | 55,6               | 0:4 im Western Division-Doppelrundenturnier gegen die Rochester Royals und die Minneapolis Lakers |                    |                    |                    |                    |                    |                    |                    |
| 1954/55            | 43:29              | 59,7               | 3:4 in den NBA-Finals gegen die Syracuse Nationals                                                |                    |                    |                    |                    |                    |                    |                    |
| 1955/56            | 37:35              | 51,4               | 1:4 in den NBA-Finals gegen die San Francisco Warriors                                            |                    |                    |                    |                    |                    |                    |                    |
| 1956/57            | 34:38              | 47,2               | 0:2 in den Western Division-Halbfinals gegen die Minneapolis Lakers                               |                    |                    |                    |                    |                    |                    |                    |
| Detroit Pistons    |                    |                    |                                                                                                   |                    |                    |                    |                    |                    |                    |                    |
| 1957/58            | 33:39              | 45,8               | 1:4 in den Western Division-Finals gegen die St. Louis Hawks                                      |                    |                    |                    |                    |                    |                    |                    |
| 1958/59            | 28:44              | 38,9               | 1:2 in den Western Division-Halbfinals gegen die Minneapolis Lakers                               |                    |                    |                    |                    |                    |                    |                    |
| 1959/60            | 30:45              | 40,0               | 0:2 in den Western Division-Halbfinals gegen die Minneapolis Lakers                               |                    |                    |                    |                    |                    |                    |                    |
| 1960/61            | 34:45              | 43,0               | 2:3 in den Western Division-Halbfinals gegen die Los Angeles Lakers                               |                    |                    |                    |                    |                    |                    |                    |
| 1961/62            | 37:43              | 46,3               | 2:4 in den Western Division-Finals gegen die Los Angeles Lakers                                   |                    |                    |                    |                    |                    |                    |                    |
| 1962/63            | 34:46              | 42,5               | 1:3 in den Western Division-Halbfinals gegen die St. Louis Hawks                                  |                    |                    |                    |                    |                    |                    |                    |
| 1963/64            | 23:57              | 28,8               | Nicht für die Play-offs qualifiziert                                                              |                    |                    |                    |                    |                    |                    |                    |
| 1964/65            | 31:49              | 38,8               | Nicht für die Play-offs qualifiziert                                                              |                    |                    |                    |                    |                    |                    |                    |
| 1965/66            | 22:58              | 27,5               | Nicht für die Play-offs qualifiziert                                                              |                    |                    |                    |                    |                    |                    |                    |
| 1966/67            | 30:51              | 37,0               | Nicht für die Play-offs qualifiziert                                                              |                    |                    |                    |                    |                    |                    |                    |
| 1967/68            | 40:42              | 48,8               | 2:4 in den Eastern Division-Halbfinals gegen die Boston Celtics                                   |                    |                    |                    |                    |                    |                    |                    |
| 1968/69            | 32:50              | 39,0               | Nicht für die Play-offs qualifiziert                                                              |                    |                    |                    |                    |                    |                    |                    |
| 1969/70            | 31:51              | 37,8               | Nicht für die Play-offs qualifiziert                                                              |                    |                    |                    |                    |                    |                    |                    |
| 1970/71            | 45:37              | 54,9               | Nicht für die Play-offs qualifiziert                                                              |                    |                    |                    |                    |                    |                    |                    |
| 1971/72            | 26:56              | 31,7               | Nicht für die Play-offs qualifiziert                                                              |                    |                    |                    |                    |                    |                    |                    |
| 1972/73            | 40:42              | 48,8               | Nicht für die Play-offs qualifiziert                                                              |                    |                    |                    |                    |                    |                    |                    |
| 1973/74            | 52:30              | 63,4               | 3:4 in den Western Conference-Halbfinals gegen die Chicago Bulls                                  |                    |                    |                    |                    |                    |                    |                    |
| 1974/75            | 40:42              | 48,8               | 1:2 in der ersten Runde gegen die Seattle SuperSonics                                             |                    |                    |                    |                    |                    |                    |                    |
| 1975/76            | 36:46              | 43,9               | 2:4 in den Western Conference-Halbfinals gegen die Golden State Warriors                          |                    |                    |                    |                    |                    |                    |                    |
| 1976/77            | 44:38              | 53,7               | 1:2 in der ersten Runde gegen die Golden State Warriors                                           |                    |                    |                    |                    |                    |                    |                    |
| 1977/78            | 38:44              | 46,3               | Nicht für die Play-offs qualifiziert                                                              |                    |                    |                    |                    |                    |                    |                    |
| 1978/79            | 30:52              | 36,6               | Nicht für die Play-offs qualifiziert                                                              |                    |                    |                    |                    |                    |                    |                    |
| 1979/80            | 16:66              | 19,5               | Nicht für die Play-offs qualifiziert                                                              |                    |                    |                    |                    |                    |                    |                    |
| 1980/81            | 21:61              | 25,6               | Nicht für die Play-offs qualifiziert                                                              |                    |                    |                    |                    |                    |                    |                    |
| 1981/82            | 39:43              | 47,6               | Nicht für die Play-offs qualifiziert                                                              |                    |                    |                    |                    |                    |                    |                    |
| 1982/83            | 37:45              | 45,1               | Nicht für die Play-offs qualifiziert                                                              |                    |                    |                    |                    |                    |                    |                    |
| 1983/84            | 49:33              | 59,8               | 2:3 in der ersten Runde gegen die New York Knicks                                                 |                    |                    |                    |                    |                    |                    |                    |
| 1984/85            | 46:36              | 56,1               | 2:4 in den Eastern Conference-Halbfinals gegen die Boston Celtics                                 |                    |                    |                    |                    |                    |                    |                    |
| 1985/86            | 46:36              | 56,1               | 1:3 in der ersten Runde gegen die Atlanta Hawks                                                   |                    |                    |                    |                    |                    |                    |                    |
| 1986/87            | 52:30              | 63,4               | 3:4 in den Eastern Conference-Finals gegen die Boston Celtics                                     |                    |                    |                    |                    |                    |                    |                    |
| 1987/88            | 54:28              | 65,9               | 3:4 in den NBA-Finals gegen die Los Angeles Lakers                                                |                    |                    |                    |                    |                    |                    |                    |
| 1988/89            | 63:19              | 76,8               | NBA-Meister gegen die Los Angeles Lakers mit 4:0                                                  |                    |                    |                    |                    |                    |                    |                    |
| 1989/90            | 59:23              | 72,0               | NBA-Meister gegen die Portland Trail Blazers mit 4:1                                              |                    |                    |                    |                    |                    |                    |                    |
| 1990/91            | 50:32              | 61,0               | 0:4 in den Eastern Conference-Finals gegen die Chicago Bulls                                      |                    |                    |                    |                    |                    |                    |                    |
| 1991/92            | 48:34              | 58,5               | 2:3 in der ersten Runde gegen die New York Knicks                                                 |                    |                    |                    |                    |                    |                    |                    |
| 1992/93            | 40:42              | 48,8               | Nicht für die Play-offs qualifiziert                                                              |                    |                    |                    |                    |                    |                    |                    |
| 1993/94            | 20:62              | 24,4               | Nicht für die Play-offs qualifiziert                                                              |                    |                    |                    |                    |                    |                    |                    |
| 1994/95            | 28:54              | 34,1               | Nicht für die Play-offs qualifiziert                                                              |                    |                    |                    |                    |                    |                    |                    |
| 1995/96            | 46:36              | 56,1               | 0:3 in der ersten Runde gegen die Orlando Magic                                                   |                    |                    |                    |                    |                    |                    |                    |
| 1996/97            | 54:28              | 65,9               | 2:3 in der ersten Runde gegen die Atlanta Hawks                                                   |                    |                    |                    |                    |                    |                    |                    |
| 1997/98            | 37:45              | 45,1               | Nicht für die Play-offs qualifiziert                                                              |                    |                    |                    |                    |                    |                    |                    |
| 1998/99            | 29:21              | 58,0               | 2:3 in der ersten Runde gegen die Atlanta Hawks                                                   |                    |                    |                    |                    |                    |                    |                    |
| 1999/00            | 42:40              | 51,2               | 0:3 in der ersten Runde gegen die Miami Heat                                                      |                    |                    |                    |                    |                    |                    |                    |
| 2000/01            | 32:50              | 39,0               | Nicht für die Play-offs qualifiziert                                                              |                    |                    |                    |                    |                    |                    |                    |
| 2001/02            | 50:32              | 61,0               | 1:4 in den Eastern Conference-Halbfinals gegen die Boston Celtics                                 |                    |                    |                    |                    |                    |                    |                    |
| 2002/03            | 50:32              | 61,0               | 0:4 in den Eastern Conference-Finals gegen die New Jersey Nets                                    |                    |                    |                    |                    |                    |                    |                    |
| 2003/04            | 54:28              | 65,9               | NBA-Meister gegen die Los Angeles Lakers mit 4:1                                                  |                    |                    |                    |                    |                    |                    |                    |
| 2004/05            | 54:28              | 65,9               | 3:4 in den NBA-Finals gegen die San Antonio Spurs                                                 |                    |                    |                    |                    |                    |                    |                    |
| 2005/06            | 64:18              | 78,0               | 2:4 in den Eastern Conference-Finals gegen die Miami Heat                                         |                    |                    |                    |                    |                    |                    |                    |
| 2006/07            | 53:29              | 64,6               | 2:4 in den Eastern Conference-Finals gegen die Cleveland Cavaliers                                |                    |                    |                    |                    |                    |                    |                    |
| 2007/08            | 59:23              | 72,0               | 1:4 in den Eastern Conference-Finals gegen die Boston Celtics                                     |                    |                    |                    |                    |                    |                    |                    |
| 2008/09            | 39:43              | 47,6               | 0:4 in der ersten Runde gegen die Cleveland Cavaliers                                             |                    |                    |                    |                    |                    |                    |                    |
| 2009/10            | 27:55              | 32,9               | Nicht für die Play-offs qualifiziert                                                              |                    |                    |                    |                    |                    |                    |                    |
| 2010/11            | 30:52              | 36,6               | Nicht für die Play-offs qualifiziert                                                              |                    |                    |                    |                    |                    |                    |                    |
| 2011/12            | 25:41              | 37,9               | Nicht für die Play-offs qualifiziert                                                              |                    |                    |                    |                    |                    |                    |                    |
| 2012/13            | 29:53              | 35,4               | Nicht für die Play-offs qualifiziert                                                              |                    |                    |                    |                    |                    |                    |                    |
| 2013/14            | 29:53              | 35,4               | Nicht für die Play-offs qualifiziert                                                              |                    |                    |                    |                    |                    |                    |                    |
| 2014/15            | 32:50              | 39,0               | Nicht für die Play-offs qualifiziert                                                              |                    |                    |                    |                    |                    |                    |                    |
| 2015/16            | 44:38              | 53,7               | 0:4 in der ersten Runde gegen die Cleveland Cavaliers                                             |                    |                    |                    |                    |                    |                    |                    |
| 2016/17            | 37:45              | 45,1               | Nicht für die Play-offs qualifiziert                                                              |                    |                    |                    |                    |                    |                    |                    |
| 2017/18            | 39:43              | 47,6               | Nicht für die Play-offs qualifiziert                                                              |                    |                    |                    |                    |                    |                    |                    |
| 2018/19            | 41:41              | 50,0               | 0:4 in der ersten Runde gegen die Milwaukee Bucks                                                 |                    |                    |                    |                    |                    |                    |                    |
| 2019/20            | 20:46              | 30,3               | Nicht für die Play-offs qualifiziert                                                              |                    |                    |                    |                    |                    |                    |                    |
| 2020/21            | 20:52              | 27,8               | Nicht für die Play-offs qualifiziert                                                              |                    |                    |                    |                    |                    |                    |                    |
| 2021/22            | 23:59              | 28,0               | Nicht für die Play-offs qualifiziert                                                              |                    |                    |                    |                    |                    |                    |                    |
| 2022/23            | 17:65              | 20,7               | Nicht für die Play-offs qualifiziert                                                              |                    |                    |                    |                    |                    |                    |                    |
| 2023/24            | 14:68              | 17,1               | Nicht für die Play-offs qualifiziert                                                              |                    |                    |                    |                    |                    |                    |                    |
| 2024/25            | 44:38              | 53,7               | 2:4 in der ersten Runde gegen die New York Knicks                                                 |                    |                    |                    |                    |                    |                    |                    |
| Gesamt             | 2871:3209          | 47,2               | 190:186 in den Playoffs (50,5 %) – 3 NBA-Meisterschaften                                          |                    |                    |                    |                    |                    |                    |                    |